# Olios flavens
Olios flavens là một loài nhện trong họ Sparassidae.
Loài này thuộc chi Olios. Olios flavens được Hercule Nicolet miêu tả năm 1849.